# مهدي محمد زاده
مهدي محمد زاده (بالفارسية: مهدی محمدزاده) هو لاعب كرة قدم إيراني في مركز الوسط، ولد في 6 يناير 1994 في إيران. لعب مع نادي أبو مسلم خراسان ونادي ألومينيوم هرمزغان ونادي شهرداري تبريز ونادي نفط طهران.